# Площадь Восстания (группа)
«Площадь Восстания» — российская рок-группа, основанная в 2008 году в Санкт-Петербурге. Коллектив является постоянным участником петербургских рок-фестивалей «Окна Открой!», «Мир без наркотиков», «ЖИВОЙ!». В разные годы группа также выступала на крупнейших фестивалях России и Украины — «Нашествие», «Доброфест», «НАШИ в городе», «Соседний Мир», «КИНО Сначала», «Алые паруса» и других. В концертных выступлениях музыканты нередко используют элементы театрального шоу и визуализации.

## История группы
Днём рождения группы считается 9 февраля 2008 года, когда состоялось первое публичное выступление коллектива в рамках фестиваля «JAM» в Rocks Club’е. Свой творческий путь музыканты начинали с акустических выступлений на традиционных для петербургской андеграундной сцены «квартирниках».
Название «Площадь Восстания» придумал лидер коллектива Андрей Новиков. По словам участников группы, для каждого оно символизирует что-то своё, однако прежде всего это понятие духовное, внепространственное, символизирующее восстание «за» — за культурное и этическое развитие личности.
Переломным моментом в истории группы становится выступление на фестивале «Окна Открой!» 27 июня 2009 года. Площадь Восстания впервые выходит на большую сцену, представив широкой публике короткую музыкально-театральную программу. После данного события аудитория слушателей группы значительно расширяется, что вдохновляет коллектив на активную концертную деятельность.
На рубеже 2010 и 2011 годов в составе группы происходят значительные изменения, в связи с уходом трёх участников. В марте 2011 года формируется новый состав группы «Площадь Восстания» (Андрей и Дмитрий Новиковы, Натали Рубан, Алексей Стадник, Евгений Трохимчук, Анатолий Анфилатов, Алексей Беляев).
В марте 2013 года к коллективу присоединяется новый клавишник Владимир Бурковский, который занял место Натали Рубан, покинувшей коллектив в мае 2012 года. В декабре 2013 по причине ухода Алексея Беляева в армию в группу приходит гитарист Михаил Исполатов. В таком составе Площадь Восстания продолжает творческую деятельность по сей день.
Осенью 2013 года группа закончила запись своего дебютного студийного альбома, получившего название Просто жить. В пластинку вошло 11 лучших композиций, созданных за 6 лет существования коллектива.
27 декабря 2013 года Площадь Восстания выступила с 2-х часовым живым концертом в авторской программе Семёна Чайки «Живые» на «НАШЕм Радио».
21 марта 2014 года песня «О Людях» с дебютного альбома «Просто жить» была презентована в хит-параде «Чартова Дюжина».
В октябре 2014 выходит сингл «Белый шум», в апреле 2015 — сингл «Дай мне руку».

## Дискография

### Просто жить
Просто жить — дебютный студийный альбом группы Площадь Восстания. Саунд-продюсерами альбома выступили австрийские звукорежиссёры Ричард Дойтч и Грегор «Кекс» Штренг.
Альбом был презентован в Санкт-Петербурге 9 февраля 2014 года при полном аншлаге в Центральном концертном зале «Аврора» в формате масштабного музыкально-театрального шоу. По многочисленным просьбам питерских поклонников группы 21 марта 2014 состоялась повторная презентация альбома в крупнейшем клубе Северной Столицы «A2». Московская премьера пластинки Просто жить прошла 30 марта в арт-центре «MonaClub».

#### Список композиций
| №                   | Название              | Длительность |
| ------------------- | --------------------- | ------------ |
| 1.                  | «Зачем?»              | 4:48         |
| 2.                  | «О людях»             | 3:30         |
| 3.                  | «Где-то»              | 5:21         |
| 4.                  | «Don't Tell Mama»     | 4:42         |
| 5.                  | «Одной Тропой»        | 4:21         |
| 6.                  | «Провокация»          | 4:28         |
| 7.                  | «Оттепель»            | 4:00         |
| 8.                  | «Шанс»                | 4:19         |
| 9.                  | «Ворон»               | 4:25         |
| 10.                 | «Площадь Восстания»   | 4:27         |
| 11.                 | «Не гаси в себе свет» | 4:22         |
| Общая длительность: | Общая длительность:   | 48:43        |

### Другие альбомы
- 2016 — ESTRADA
- 2017 — Праздник, который всегда
- 2019 — Площадь, на которой я умер
- 2025 — В мире осеннем...

## Состав
Текущий состав
- Андрей Новиков — вокал, слова
- Дмитрий Новиков — бэк-вокал
- Михаил Исполатов — гитара
- Анатолий Анфилатов — бас-гитара, визуализации
- Дмитрий Пенезев — ударные

Технический персонал
- Владислава Кондор — директор
- Ирэн Портфэль — художник, стилист, декоратор

Бывшие участники группы
- Юлия Сечкарук (†) — руководитель официального клуба поклонников
- Алексей Стадник — саксофон, дудук
- Алексей Беляев — гитара
- Артур Геращенко — гитара
- Павел Кудряшев / Александр Крюков / Александр Боковой / Ростислав Фокеев / Владимир Гордеев — бас-гитара
- Андрей Братанов / Герман Иоффе / Евгений Трохимчук / Степан Красавин — ударные
- Натали Рубан — клавиши, бэк-вокал
- Дмитрий Магер — тромбон;
- Алина «Богиня» Шелдпутова / Маша Дубатовка — стилисты
- Дмитрий Королёв — перформанс
- Ричард Старков — ударные, перкуссия

## Дополнительные факты
- Творческий коллектив «Площадь Восстания» — родоначальник и организатор ежегодного фестиваля музыки и визуального искусства «ЖИВОЙ!»[11][12].
- Барабанщик Евгений Трохимчук в «2013 году являлся одновременно участником группы Ангел НеБес», а после ухода из группы продолжил свой творческий путь в группе «КняZz. Другие бывшие участники коллектива, ударники Герман Иоффе и Степан Красавин продолжили творчество в группах Бригадный Подряд» и «Декабрь».
- Участник Площади Восстания Владимир Бурковский — клавишник нынешнего состава группы «para bellvm».
- Участники группы признаются, что «всегда доверяют знакам судьбы». Например, 9 февраля в жизни коллектива сразу три важных события: день рождения группы, «день рождения» (презентация) дебютного альбома и день рождения директора группы Владиславы Кондор. А День Рождения лидеров коллектива — Андрея и Дмитрия Новиковых — приходится на 7 марта, как раз накануне Международного женского дня.
- Участники Творческой Автономии «Площадь Восстания» являются идейными вдохновителями и соорганизаторами созданной на базе Дома Молодежи «Пулковец» Творческой Мастерской «ТЕРМИНАЛ» — некоммерческого арт-пространства, объединяющего студию звукозаписи, концертно-выставочный зал, фотостудию и студию дизайна[13][14].

### Видео
- Площадь Восстания на фестивале «Окна Открой»-2013 Архивная копия от 21 сентября 2016 на Wayback Machine

В программе Семёна Чайки «Живые»
- 27 декабря 2013
- 05 декабря 2014
- 20 мая 2016